# Prekarijum
Prekarijum ili prekarija (lat. preces - molba) je društveni ugovor koji se počeo sklapati od 4-5. veka između bogatih (magnata) i siromašnih pojedinaca.
Postojala su tri vida prekarijuma:
- - siromašni izmoljava od bogatog zemlju da je obrađuje, a u zamenu dobija zaštitu od strane njegove vojske (družine, pratnje). On se obavezuje da će bogatašu koji ga uzima pod zaštitu plaćati porez. Na taj način siromašni pojedinac u potpunosti devalvira svoju slobodu.

- - siromašni ustupa svoje imanje magnatu u zamenu za zaštitu, bez obaveze plaćanja poreza.

- ili uzdarje - čovek koji ima imanje odlazi kod magnata, daje mu svoje imanje u zamenu za zaštitu, a magnat mu ga vraća i dodeljuje mu još jedno imanje (ili parcelu) da ga obrađuje.

Prekarije su se sklapale u početku na 5, a kasnije na 10 godina. Ova pojava je uzela maha u vremenu propadanja Rimskog carstva, uporedo sa devalviranjem prava i pravne zaštite. Na osnovu prekarijalnih odnosa formirao se stalež kmetova u Srednjem veku. Crkva, koja je imala ogromne zemljišne posede, takođe je rado davala prekarije i na taj način dodatno uvećavala svoju moć.